# Hooper (Nebraska)
Pour les articles homonymes, voir Hooper.
Hooper est une ville américaine située dans le Comté de Dodge, au Nebraska. Selon le recensement de 2010, sa population est de 830 habitants.